# Pilar Castro
Pilar Castro Parrilla (Madrid, 12 de outubro de 1970 é uma atriz espanhola.
Estudou na Escuela de Arte Dramático de Cristina Rota, e é popular graças à televição. 

## Filmografia
- Ovejas negras (1990), de José María Carreño.
- Historias del Kronen (1995), de Montxo Armendáriz.
- Taxi (1996), de Carlos Saura.
- El ángel de la guarda (1996), de Santiago Matallana.
- El conductor (1998), de Jorge Carrasco.
- Casting (1998), de Fernando Merinero.
- Cuarteto de La Habana (1999), de Fernando Colomo.
- La mujer más fea del mundo (1999), de Miguel Bardem.
- Segunda piel (1999), de Gerardo Vera.
- Descongélate! (2003), de Dunia Ayaso e Félix Sabroso.
- Días de fútbol (2003), de David Serrano.
- La suerte dormida (2003), de Ángeles González Sinde.
- Muertos comunes (2004), de Norberto Ramos del Val.
- El asombroso mundo de Borjamari y Pocholo (2004), de Juan Cavestany e Enrique López Lavigne.
- Los 2 lados de la cama (2005), de Emilio Martínez Lázaro.
- Volver (2006), de Pedro Almodóvar.
- Los aires difíciles (2006), de Gerardo Herrero.
- Días de cine (2007), de David Serrano.
- Gente de mala calidad (2007), de Juan Cavestany.
- Siete minutos (2009)
- Gordos (2009)

### Curta-metragem
- Pulp Ration (Ración de pulpo) (1996), de José María Benítez.
- Making of 'Atraco' (1997), de Carlos Molinero.
- Cien maneras de hacer el pollo al txilindrón (1997), de Kepa Sojo.
- Road Movie (1997), de Norberto Ramos del Val.
- No sé, no sé (1998), de Aitor Gaizka.
- Agujetas en el alma (1998), de Fernando Merinero.
- ¿Qué hay de postre? (2000), de Helio Mira.
- Dos más (2001), de Elias Leon Siminiani.
- Looking for Chencho (2002), de Kepa Sojo.
- Test (2007), de Marta Aledo e Natalia Mateo.
- 9 (2010), de Candela Peña.
- El premio (2011), de Elías León Siminiani.

## TV
- Calle nueva (1997-1998)
- A las once en casa (1998)
- Al salir de clase (2000-2001)
- Maneras de sobrevivir (2005)
- Los Serrano (2007)
- Cuestión de sexo (2007-2009)

## Prêmios
- Premios Goya, melhor atriz não protagonista, 2009, candidatura
- Unión de Actores melhor atriz não protagonista, 2009
- Festival de Málaga: Biznaga de Plata a la melhor atriz, 2008, 2011 [1]